# Osiris
Osiris (лат.) — род пчёл из трибы Osirini семейства Apidae.

## Распространение
Ориентальный регион и Неотропика: Аргентина (Corrientes, Misiones); Белиз; Боливия (Cochabamba, El Beni, La Paz, Santa Cruz); Бразилия (Amapá, Amazonas, Bahia, Ceará, Espírito Santo, Mato Grosso, Minas Gerais, Paraná, Pará, Rio de Janeiro, Santa Catarina, São Paulo); Венесуэла (Aragua); Гайана; Гватемала (Suchitepéquez); Каймановы острова; Колумбия (Amazonas, Caquetá, Magdalena, Meta, Nariño, Putumayo); Коста-Рика (Guanacaste, Heredia, Limón, Puntarenas, San José); Мексика (Chiapas, Jalisco, Morelos, Oaxaca, Quintana Roo, San Luis Potosi, Tabasco, Veracruz); Панама (Colón, Panamá); Парагвай (Alto Paraná, Itapúa); Перу (Huánuco, San Martín); Сальвадор; Суринам; Французская Гвиана (Kourou); Эквадор (Esmeraldas, Guayas, Morona Santiago, Napo, Sucumbíos).

## Описание
Клептопаразитический род, представители которого откладывают свои яйца в гнёзда пчёл трибы Tapinotaspidini, например рода Paratetrapedia. Большинство видов бледно-желтоватые, гладкие и блестящие, и внешне очень похожи на ос. Самки этого рода необычны в наличии удлинённого последнего метасомального стернита, который формирует своеобразные ножны для жала, отличающегося от других пчёл своей значительной длиной.

## Классификация
Известно около 30 видов.
- Osiris acutiventris Friese, 1930[5]
- Osiris analis Friese, 1930[5]
- Osiris angustipes Friese, 1930[5]
- Osiris atriventris Friese, 1930[5]
- Osiris barrocoloradensis Schwarz, 1934[6]
- Osiris boliviensis Friese, 1930[5]
- Osiris carinicollis Friese, 1930[5]
- Osiris collaris Friese, 1930[5]
- Osiris duckei Friese, 1930[5]
- Osiris fasciatus (Radoszkowski, 1884)
- Osiris fulvicornis Friese, 1930[5]
- Osiris guatemalensis Shanks, 1986[7]
- Osiris latitarsis Friese, 1930[5]
- Osiris longiceps Friese, 1930[5]
- Osiris longipes Friese, 1930[5]
- Osiris marginatus Cresson, 1878[8]
- Osiris maurus Shanks, 1986[7]
- Osiris melanothrix Shanks, 1986[7]
- Osiris mexicanus Cresson, 1878[8]
- Osiris mourei Michener, 1954[9]
- Osiris nigrocinctus Friese, 1930[5]
- Osiris notaticollis Friese, 1930[5]
- Osiris opsionomus Shanks, 1987[10]
- Osiris pallidus Smith, 1854typus[1]
- Osiris panamensis Cockerell, 1919
- Osiris paraensis Friese, 1930[5]
- Osiris paraguayensis Bertoni, 1918
- Osiris paraguayensis Shrottky, 1915
- Osiris semiatratus Shanks, 1987[10]
- Osiris stenolobus Shanks, 1986[7]
- Osiris tarsatus Smith, 1879
- Osiris variegatus Smith, 1854[1]
- Другие виды[4]